# Волтер (кратер)
Волтер е кратер на марсианския спътник Деймос с диаметър приблизително 3 km. Кратерът е кръстен на френския писател и философ Франсоа-Мари Аруе по-известен като Волтер. Кратерът Волтер заедно със Суифт са двете наименовани особености от релефа на Деймос.
На 10 юли 2006 г. космическия апарат Марс Глобъл Сървейър прави снимка на спътника от разстояние 22 985 km, на която ясно се виждат кратерите Волтер и Суифт.